# Ziggy Gordon
Ziggy Gordon, właśc. Zygmunt Ian Gordon (ur. 23 kwietnia 1993 w Glasgow) – szkocki piłkarz polskiego pochodzenia, grający na pozycji obrońcy.

## Kariera klubowa
Wychowanek szkockiego klubu Hamilton Academical, w którym występował do końca sezonu 2015/16. Oficjalny debiut w pierwszym zespole Hamilton zaliczył już jako siedemnastolatek, kiedy to 1 lutego 2011 pojawił się na boisku w przegranym meczu szkockiej Premier League z St. Johnstone (0:2).
Następnie po nieudanej próbie podpisania kontraktu z polskim klubem z Białegostoku Jagiellonią Gordon przeniósł się do Partick Thistle, siódmej drużyny szkockiej Premier League. Po zakończeniu rundy jesiennej sezonu 2016/17 powrócił temat przenosin Ziggy'ego do Jagiellonii. Tym razem zawodnikowi udało się dojść do konsensusu z klubem ze stolicy Podlasia, z którym podpisał półroczny kontrakt z opcją przedłużenia o kolejne trzy lata. W styczniu 2018 roku klub z Białegostoku rozwiązał z Gordonem umowę za porozumieniem stron.
W Jagiellonii zawodnik grał z numerem 2 na koszulce. W lutym 2018 podpisał półroczny kontrakt z pierwszoligową Pogonią Siedlce.

## Życie prywatne
Gordon ma polskie korzenie. Jego matka Barbara pochodzi z Krakowa, ale piłkarz nie mówi po polsku.